# Mersin MSK
El Mersin MSK, de nombre completo Mersin Spor Kulübü, es un equipo de baloncesto turco que compite en la Basketbol Süper Ligi, la primera división del país. Tiene su sede en Mersin y disputa sus partidos en el Servet Tazegül Spor Salonu, que tiene un aforo para 7.500 espectadores.

## Historia
Tras la disolución del Mersin BB en 2018, al año siguiente se fundó el Mersin MSK como sucesor de este club. El club disputó dos temporadas exitosas en la Liga Regional de Turquía y en la Türkiye Basketbol 2. Ligi, la tercera división del país, y lograron ascender a Türkiye Basketbol Ligi (TBL) antes de la temporada 2021-22. En su primera temporada en la segunda división, terminaron en el puesto 14, justo por encima de la línea de descenso. En la temporada 2022-23 terminaron la liga en el tercer lugar, pero fueron eliminados en las semifinales del playoff contra Semt77 Yalovaspor.
Comenzaron la temporada 2023-24 con fichajes importantes y terminaron la temporada regular nuevamente en la tercera posición. Después de unos playoffs muy disputados, lograron ganar el campeonato y ascendieron a la Basketbol Süper Ligi.